# Cascade Valley
 (septembre 2022).
Cascade Valley  est une census-designated place américaine de l'État de Washington dans le comté de Grant. 
La population était de 2 246 habitants en 2010.